# Rickenbacker 4001
Rickenbacker 4001 je bas-gitara koja je proizvedena u tvornici Rickenbacker, kao "deluxe model" na prijašnju stariju 4000 verziju, i to u cijelom razdoblju do 1995. godine, kad je izašao Rickenbacker 4003 model. Osim spomenutih modela u toj seriji postoje još i modeli: 4001, 4001S, 4001LH, da bi 1999., godine model 4001V63 kao reizdanje, s kasnije najnovijim 4001C64S C modelom, došao i na europsko tržište.

## Konstrukcija
Rickenbacker 4001 je dizajniran tako da ima elegantno zakrivljeno tijelo koje podsjeća na "veliki val", i poput ostalih baseva od serije 4000, model 4001 provlači cijeli vrat kroz tijelo gitare. 
Model 4001 urađen je s dva elektromagneta koje ističe velika fleksibilnost zvuka i lijepo šarenilo bas-boje, a njegov prepoznatljivi "Rick-O-Sound" nije standard iz šezdesetih, nego je ta (ROS) značajka na rickenbacker bas-modelima uvedena od 1971. godine.
Na tijelu gitare nalazi se most specifičnog Rickenbackerova oblika, te još: dva jednostruka elektromagneta, dva potenciometra glasnoće tona, dva potenciometra boje tona i sklopni prekidač elektromagneta.</ref> Trokutasti umetci kvalitetno su fiksirani u hvataljku na tijelu vrata.</ref> Hvataljka od palisandrovine je standardna izvedba, unatoč tome što je krajem 1960-ih tvornica Rickenbacker napravila neke modele basova i s hvataljkom od ebanovine.

## Poznati glazbenici
- Robert Hardy u Franz Ferdinand.[nedostaje izvor]
- Chris Squire u Yes[5]
- Martin Gordon u Sparks, Jet i Radio Stars.[6][7]
- John Entwistle u The Who[8]
- Roger Waters u Pink Floyd
- Cliff Burton u Metallica[9]
- Rick James[10]
- Lemmy u Motörhead.[11]
- Ben Shepherd u Soundgarden
- Louise Basilien u Plastiscines
- Dave Dreiwitz u Ween
- Jack Lawrence u The Raconteurs i The Dead Weather
- Phil Lynott u Thin Lizzy.[12]
- Paul McCartney u The Beatles[13]
- Chris Wolstenholme u Muse[14]
- Bruce Foxton u The Jam[15]
- Mike Rutherford of Genesis[16]
- Scott Reeder u Kyuss
- Chris Ross u Wolfmother
- Stu Cook u Creedence Clearwater Revival
- Geddy Lee u Rush[17]
- Rushton Moreve u Steppenwolf
- Mike Mills u R.E.M.
- Roger Glover u Deep Purple[18]
- Jamie Hornsmith u The Rakes[nedostaje izvor]
- Jesse F. Keeler u Death From Above 1979[19]
- Geezer Butler u Black Sabbath[20]
- Simon Gallup u The Cure[21]

## Vanjske poveznice
- Rickenbacker model 4001
- Rickenbacker 4001 bass  Arhivirana inačica izvorne stranice od 25. veljače 2010. (Wayback Machine)